# Brigitte Christensen
Brigitte Christensen (Danimarca, 28 giugno 1957) è un'attrice danese.

## Biografia
Ha interpretato la parte di Cecilia Colombo nella serie TV Paura d'amare.

## Filmografia

### Cinema
- Mercenari dell'apocalisse, regia di Leandro Lucchetti (1987)
- Delirio di sangue, regia di Sergio Bergonzelli (1988)
- W Verde, regia di Ennio Marzocchini (1989)
- Orlando sei, regia di Dante Majorana (1989)
- Bloody Psycho, regia di Leandro Lucchetti (1989)
- Giorni felici a Clichy (Jours tranquilles à Clichy), regia di Claude Chabrol (1990)
- Hansel e Gretel, regia di Giovanni Simonelli (1990)
- Faust - Fausta, regia di Lina Mangiacapre (1990)
- Grazie al cielo, c'è Totò, regia di Stefano Pomilia (1991)
- Das tätowierte Herz, regia di Ernst Josef Lauscher (1991)
- Riflessi in un cielo scuro, regia di Salvatore Maira  (1991)
- Adelaide, regia di Lucio Gaudino (1991)
- Gli extra..., regia di Francisco José Fernández (1992)
- E quando lei morì fu lutto nazionale, regia di Lucio Gaudino (1993)
- Favola contaminata, regia di Claudio Pappalardo (1993)
- I magi randagi, regia di Sergio Citti (1996)
- Riunione di famiglia (En mand kommer hjem), regia di Thomas Vinterberg (2007)
- La migliore offerta, regia di Giuseppe Tornatore (2013)
- Christian IV - Den sidste rejse (2018)

### Televisione
- I ragazzi del muretto – serie TV, episodio 1x03 (1991)
- Angelo nero, regia di Roberto Rocco – miniserie TV (1998)
- Tre stelle, regia di Pier Francesco Pingitore – miniserie TV (1999)
- Fine secolo, regia di Gianni Lepre – miniserie TV (1999)
- Un bacio nel buio, regia di Roberto Rocco – miniserie TV (2000)
- Con gli occhi dell'assassino, regia di Corrado Colombo – film TV (2001)
- Afgrunden, regia di  Torben Skjødt Jensen – film TV (2003)
- Un medico in famiglia – serie TV, episodio 4x02 (2004)
- La squadra – serie TV, episodio 6x21 (2005)
- Don Matteo – serie TV, episodio 5x15 (2006)
- Incantesimo – serial TV (2006)
- Coco Chanel, regia di Christian Duguay – miniserie TV (2008)
- Paura di amare – serie TV, 12 episodi (2010-2013)
- Fuoco amico TF45 - Eroe per amore, regia di Beniamino Catena – miniserie TV (2016)

## Doppiatrici italiane
- Aurora Cancian in La migliore offerta
- Laura Boccanera in Riunione di famiglia
- Sonia Scotti in Bloody Psycho